# 행안초등학교
행안초등학교는 대한민국 전북특별자치도 부안군에 있는 공립 초등학교이다.

## 학교 연혁
- 1941년 4월 10일 행안공립국민학교 개교(설립인가 3월 25일)
- 1946.04.01 고성국민학교 분리 개교
- 1981.03.01 병설유치원 개원
- 1996.03.01 행안초등학교로 개칭

## 참고 자료
- 행안초등학교 - 한국교육학술정보원 학교알리미